# سي++ بيلدر
 سي بلس بلس بيلدر  (بالإنجليزية:  C++ Builder)‏ هو بيئة تطوير سريع RAD من شركة امباركاديرو تكنولوجيز (طورتة بورلاند في الأصل) للغة السى++. و هي لغة برمجة من إنتاج شركة بورلاند العالمية.
وهي تعتمد أساسا على لغة السي بلس بلس لغة سي++ سي++ المعروفة بالقوة.وهي أيضا لغة شائعة ومنتشرة حاليا، تعتبر C++Builder لغة مرئية وهي من اللغات العالية الإنتاجية . وتعتبر في مصاف اللغات القوية والسهلة معا.
بدأت اللغة بنسخة رقم 1 ثم 2 ثم 3 ثم 4 ثم 5 ثم 6 ثم 2005 ثم 2006 ثم 2007. وتاتي حاليا ضمن مجموعة برامج تحت اسم Borland Developer Studio (BDS) وتعمل تحت بيئة ويندوز وقد تم تطويرها لتعمل مع أنظمة التشغل الأخرى.
يعتمد السى++ بيلدر على مكتبات VCL وهي نفسها المعتمدة في لغة ال«دلفى», والتي كتبت بواسطة الأوبجكت باسكال.
و تقريبا يعتبر السى++ بيلدر هو بيئة تطوير السى++ الوحيدة التي تعتمد على مبدأ تطوير التطبيقات السريع Rapid Application Development (RAD).
يعتبر السى++ بيلدر أداة برمجة احترافية تجمع بين القوة والسهولة في أن واحد، رغم ذلك، فان شعبية السى++ بيلدر أقل كثيرا من الدلفى والفيجوال سى++.

## تاريخ
قدمت بورلاند عام 1995 النسخة الأولى من سى++ بيلدر، كبديل للBorland c++, وقد دعم السى++ بيلدر مكتبات VCL الشهيرة التي تعتمد عليها لغة الدلفى (منتج بورلاند الآخر), و سرعان ما حازت اعجاب العديد من المبرمجين، خاصة مع الإصدارات التالية.
و في الإصدارات الأولى 1 و 2 و 3 و 4 دعم السى++ بيلدر مكتبات OWL ومكتبات الMFC, إلا أنه لم يتم تدعيمهم في الإصدارات اللاحقة، في الإصدار C++ Builder 6 وهو إحدى أشهر نسخ السى++ بيلدر، حاولت بورلاند إضافة مكتبات جديدة CLX بهدف الدخول إلى عالم الcross platform,حيث أن البرامج المطورة بواسطة CLX يمكن إعادة ترجمتها على اللينكس بواسطة بيئة التطوير Kylix, إلا أن فشل Kylix أدى إلى استبعاد مكتبات الCLX مع الإصدارات اللاحقة.
في عام 2006 طور سى++ بيلدر بشكل كبير لتغيير وخضع لتغييرات كبيرة لاسيما في الواجهة، شأنه شأن الدلفى.
تغير اسم السى++ بيلدر بعد ذلك إلى CodeGear C++ Builder مع الإصدارة 2007 والذي أدخل دعم الWindows Vista.
مع نسخة عام 2009, أصبح للسى++ بيلدر شكل آخر بعد أن بيعت كود جير إلى امباركاديرو تكنولوجيز, وبدأ التركيز على تحسين الجودة وتلافى الأخطاء السابقة.
آخر نسخ السى++ بيلدر هي سى++ بيلدر XE2.
للأسف عانى السى++ بيلدر طوال إصداراته وخاصة الإصدارة 4 من الكثير من الأخطاء وعدم الاتزان، وقد بدأ ذلك يختفى في الإصدارات الأخيرة,
و رغم ذلك، لم تثنى هذه الأخطاء المبرمجين عن استخدام السى++ بيلدر، بيد أن قوته وسهولته قد شفعت له كثرة الأخطاء وعدم الاتزان.

## روابط خارجية
http://www.embarcadero.com/products/cbuilder